# Jessica Sanchez
Jessica Elizabeth Sanchez (Chula Vista, 4 augustus 1995) is een Amerikaans singer-songwriter.
Ze eindigde als tweede in het elfde seizoen (2012) van het televisieprogramma American Idol en bracht in 2013 haar debuutstudioalbum Me, You and the Music uit.